# 立陶宛國家廣播電視台電視頻道
立陶宛國家廣播電視台電視頻道（立陶宛語：LRT Televizija）是立陶宛國家廣播電視台一條於1957年開播的電視頻道，每日平均播放18小時。這條頻道自2013年3月起使用 16:9 比例製作節目，並在翌年1月開始播放高清訊號。